# Campionati europei di lotta 2010
I campionati europei di lotta 2010 sono stati la 62ª edizione della manifestazione continentale organizzata dalla FILA. Si sono svolti dal 13 al 18 aprile 2010 a Baku, in Azerbaigian.

## Podi

### Lotta libera maschile
| Evento | Oro              | Argento               | Bronzo                     |
| 55 kg  | Mahmud Magomedov | Radoslav Velikov      | Marcel Ewald               |
| 55 kg  | Mahmud Magomedov | Radoslav Velikov      | Viktor Lebedev             |
| 60 kg  | Opan Sat         | Malkhaz Zarkua        | Andrei Perpelita           |
| 60 kg  | Opan Sat         | Malkhaz Zarkua        | Vasyl' Fedoryšyn           |
| 66 kg  | Cəbrayıl Həsənov | Magomedmurad Gadzhiev | Otar Tushishvili           |
| 66 kg  | Cəbrayıl Həsənov | Magomedmurad Gadzhiev | Adam Sobieraj              |
| 74 kg  | Denis Carguš     | Kiril Terziev         | Chamsulvara Chamsulvarayev |
| 74 kg  | Denis Carguš     | Kiril Terziev         | Batuhan Demirçin           |
| 84 kg  | Anzor Urišev     | Sharif Sharifov       | Stefan Gheorghita          |
| 84 kg  | Anzor Urišev     | Sharif Sharifov       | Michail Ganev              |
| 96 kg  | Khetag Gazyumov  | Giorgi Gogshelidze    | Serhat Balcı               |
| 96 kg  | Khetag Gazyumov  | Giorgi Gogshelidze    | Aljaksej Dubko             |
| 120 kg | Biljal Machov    | Fatih Çakıroğlu       | Aljaksej Šamaraŭ           |
| 120 kg | Biljal Machov    | Fatih Çakıroğlu       | Dimităr Kumčev             |

### Lotta greco-romana maschile
| Evento | Oro                 | Argento              | Bronzo              |
| 55 kg  | Elchin Aliyev       | Nazir Mankiev        | V"juhar Rahimov     |
| 55 kg  | Elchin Aliyev       | Nazir Mankiev        | Péter Módos         |
| 60 kg  | Hasan Aliyev        | Kostjantyn Balic'kyj | Zaur Kuramagomedov  |
| 60 kg  | Hasan Aliyev        | Kostjantyn Balic'kyj | Tonimir Sokol       |
| 66 kg  | Ambako Vačadze      | Ion Panait           | Steeve Guénot       |
| 66 kg  | Ambako Vačadze      | Ion Panait           | Tamás Lőrincz       |
| 74 kg  | Aljaksandr Kikinioŭ | Elvin Mursaliyev     | Dmytro Pyškov       |
| 74 kg  | Aljaksandr Kikinioŭ | Elvin Mursaliyev     | Péter Bácsi         |
| 84 kg  | Nazmi Avluca        | Aleksej Mišin        | Mélonin Noumonvi    |
| 84 kg  | Nazmi Avluca        | Aleksej Mišin        | Jan Fischer         |
| 96 kg  | Aslanbek Chuštov    | Cimafej Dzejničėnka  | Soso Jabidze        |
| 96 kg  | Aslanbek Chuštov    | Cimafej Dzejničėnka  | Cenk İldem          |
| 120 kg | Rıza Kayaalp        | Radomir Petković     | Johan Eurén         |
| 120 kg | Rıza Kayaalp        | Radomir Petković     | Mindaugas Mizgaitis |

### Lotta libera femminile
| Evento | Oro                   | Argento                   | Bronzo               |
| 48 kg  | Lorisa Ooržak         | Yana Stadnik              | Melanie Lesaffre     |
| 48 kg  | Lorisa Ooržak         | Yana Stadnik              | Iwona Matkowska      |
| 51 kg  | Sofia Mattsson        | Estera Dobre              | Oleksandra Kohut     |
| 51 kg  | Sofia Mattsson        | Estera Dobre              | Alexandra Engelhardt |
| 55 kg  | Anastasija Grigorjeva | Natal'ja Gol'c            | Agata Pietrzyk       |
| 55 kg  | Anastasija Grigorjeva | Natal'ja Gol'c            | Ana Paval            |
| 59 kg  | Sona Ahmadli          | Taybe Yusein              | Meryem Seloum Fatah  |
| 59 kg  | Sona Ahmadli          | Taybe Yusein              | Marianna Sastin      |
| 63 kg  | Ljubov' Volosova      | Audrey Prieto-Bokhashvili | Julija Ostapčuk      |
| 63 kg  | Ljubov' Volosova      | Audrey Prieto-Bokhashvili | Elina Vaseva         |
| 67 kg  | Nadya Sementsova      | Kateryna Burmistrova      | Alëna Kartašova      |
| 67 kg  | Nadya Sementsova      | Kateryna Burmistrova      | Iryna Cyrkevič       |
| 72 kg  | Stanka Zlateva        | Ekaterina Bukina          | Emma Weberg          |
| 72 kg  | Stanka Zlateva        | Ekaterina Bukina          | Maider Unda          |

## Classifica squadre
| Pos. | Lotta libera maschile | Lotta libera maschile | Lotta greco-romana | Lotta greco-romana | Lotta libera femminile | Lotta libera femminile |
| Pos. | Squadra               | Punti                 | Squadra            | Punti              | Squadra                | Punti                  |
| ---- | --------------------- | --------------------- | ------------------ | ------------------ | ---------------------- | ---------------------- |
| 1    | Russia                | 61                    | Russia             | 52                 | Russia                 | 52                     |
| 2    | Azerbaigian           | 50                    | Turchia            | 38                 | Ucraina                | 38                     |
| 3    | Bulgaria              | 42                    | Ucraina            | 38                 | Bulgaria               | 34                     |
| 4    | Georgia               | 34                    | Azerbaigian        | 31                 | Azerbaigian            | 33                     |
| 5    | Turchia               | 34                    | Georgia            | 27                 | Svezia                 | 28                     |
| 6    | Ucraina               | 27                    | Bielorussia        | 26                 | Francia                | 28                     |
| 7    | Bielorussia           | 23                    | Ungheria           | 25                 | Polonia                | 28                     |
| 8    | Moldavia              | 21                    | Romania            | 19                 | Romania                | 25                     |
| 9    | Polonia               | 20                    | Croazia            | 17                 | Bielorussia            | 19                     |
| 10   | Germania              | 16                    | Francia            | 16                 | Turchia                | 14                     |

## Medagliere
| Pos.   | Paese       | Oro | Argento | Bronzo | Totale |
| ------ | ----------- | --- | ------- | ------ | ------ |
| 1      | Russia      | 8   | 5       | 3      | 16     |
| 2      | Azerbaigian | 7   | 2       | 1      | 10     |
| 3      | Turchia     | 2   | 1       | 3      | 6      |
| 4      | Bulgaria    | 1   | 3       | 4      | 8      |
| 5      | Bielorussia | 1   | 1       | 2      | 4      |
| 6      | Svezia      | 1   | 0       | 2      | 3      |
| 7      | Lettonia    | 1   | 0       | 0      | 1      |
| 8      | Ucraina     | 0   | 2       | 4      | 6      |
| 9      | Romania     | 0   | 2       | 2      | 4      |
| 9      | Georgia     | 0   | 2       | 2      | 4      |
| 11     | Francia     | 0   | 1       | 4      | 5      |
| 12     | Serbia      | 0   | 1       | 0      | 1      |
| 12     | Regno Unito | 0   | 1       | 0      | 1      |
| 14     | Ungheria    | 0   | 0       | 4      | 4      |
| 15     | Polonia     | 0   | 0       | 3      | 3      |
| 16     | Moldavia    | 0   | 0       | 2      | 2      |
| 16     | Germania    | 0   | 0       | 2      | 2      |
| 18     | Croazia     | 0   | 0       | 1      | 1      |
| 18     | Finlandia   | 0   | 0       | 1      | 1      |
| 18     | Spagna      | 0   | 0       | 1      | 1      |
| 18     | Lituania    | 0   | 0       | 1      | 1      |
| Totale | Totale      | 21  | 21      | 42     | 84     |